# Lubjanski trg
Lubjanski trg (rus. Лубянская площадь; uključuje bivša Vladimirska vrata, od 1926. do 1990. nosi naziv - Trg Dzeržinskog) - trg u središtu Moskve, nedaleko od Crvenog trga, koji se nalazi između Teatralne, Nikoljske ulice, Novog trga, Lubjanske, Mjasnicke, Pušečne ulice i ulice Velika Lubjanka.

## Povijest naziva
Naziv Lubjanka (rus. Лубянка) se prvi put spominje u ljetopisu 1480., kada je Ivan III. naredio Novgorođanima, iseljenima u Moskvu nakon pada Novgorodske republike, da se nasele na tom mjestu. Upravo je zahvaljujući njima bila izgrađena crkva Svete Sofije po uzoru na Crkvu svete Sofije u Novgorodu, te su oni to područje nazvali Lubjanka, u čast novgorodskog rajona Lubjanica (rus. Лубяница).
Godine 1926. trg je bio preimenovan u Trg Dzeržinskog, u čast Feliksa Dzeržinskog, utemeljitelja tajne policije, tzv. Čeke, koji je preminuo iste godine. Istovremeno je bila preimenovana i ulica Velika Lubjanka u ulicu Dzeržinskog. Godine 1991. trgu je bio vraćen stari naziv - Lubjanski trg.

## Povijest trga
Godine 1835. je na sreditu trga bila postavljena fontana kipara Ivana Vitalija. Fontana je služila kao bazen za crpljenje vode u koji je odlazila pitka voda iz Mytiščinskog vodovoda.
U proljeće 1918. Čeka je zauzela zgradu br. 11 u ulici Velika Lubjanka, te je od travnja 1918. do prosinca 1920. u njoj radio Feliks Dzeržinski kao njezin predsjednik. Sjećanje na taj događaj čuva spomen-ploča na zgradi.
Godine 1927. Lubjanski trg je bio preimenovan u Trg Dzeržinskog.
Godine 1934. fontana Vitalija je bila demontirana i premještena u unutrašnje dvorište Aleksandrijskog dvorca (gdje se danas nalazi Ruska akademija znanosti) u Neskučnom vrtu.
Godine 1958. je u centru trga, na mjestu gdje se nalazila fontana, bio postavljen spomenik Dzeržinskom. Spomenik je rad kipara Jevgenija Vučetiča.
Dne 30. prosinca 1990., na Dan sjećanja žrtava političkih represija, Moskovska zaklada "Memorial" je postavila na trgu spomenik žrtvama Gulaga, veliki kamen dovezen sa Soloveckih otoka.
Dne 22. kolovoza 1991., za vrijeme širenja demokratskog načina razmišljanja nakon neuspjeha kolovoškog puča, kip Dzeržinskog je bio rastavljen i prenesen u Park umjetnosti kod zdanja Centralnog doma umjetnika u ulici Krimski nasip, gdje se nalazi i danas s drugim spomenicima iz sovjetskog razdoblja.

## Kompleks trga

### Zgrada organa državne sigurnosti
Zgrada je bivše zdanje Osiguravajućeg društva "Rossija" izgrađeno 1897. – 1898. prema projektu akademika A. Ivanova, koje je kasnije preuređeno prema projektu Alekseja Ščuseva. Zdanje je služilo kao zapovjedništvo KGB-a, a zatim kao zapovjedništvo ruske službe sigurnosti. U sovjetsko doba trg je postao poznat zahvaljujući blijedo-žutoj zgradi od cigle. Riječ "Lubjanka" se počela odnositi na organe sigurnosti (kao i npr. riječ "Petrovka" na kriminalističku policiju).

### Nova zgrada Federalne službe sigurnosti
Sagrađena je 1983. na mjestu srušenih zgrada tvrtke F. Švabea prema projektu arhitekata B. Paluja i G. Makareviča.

### Centralna robna kuća "Dječji svijet"
Robna kuća "Dječji svijet" (rus. "Детский мир") - zadnje djelo poznatog arhitekta Alekseja Duškina, izgrađena je 1953. – 1957. Zdanje je imalo glasovit atrij. 2008. je zatvoreno zbog rekonstrukcije. Kao i mnogi drugi projekti rekonstrukcija povijesnih zdanja (npr. hotel Moskva, Boljšoj teatr, itd.), rekonstrukcija "Dječjeg svijeta" je često bila kritizirana u masovnim medijima. Krajem 2011. za glavnog su arhitekta odabrali Pavla Andrejeva, koji je izjavio da su svi radovi u zgradi isključivo restauracijski. Kraj radova se očekuje 2015.

### Knjižara "Biblio-Globus"
Knjižara "Biblio-Globus" (do 1992. - "Svijet knjiga") je jedna od najstarijih i najvećih moskovskih knjižara. Postoji od 1957. i nalazi se u ulici Mjasnickaja br. 6/3 (bivša poslovno-stambena zgrada Stahejeva).

### Politehnički muzej
Nalazi se na broju 3/4. Izgrađen je 1903. – 1907., arhitekti: Georgij Makajev, Vasilij Jeramišancev, Ivan Cedrovski.

### "Solovecki kamen" i park
Spomenik žrtvama sovjetskih represija "Solovecki kamen" je bio postavljen 1990. u parku kod Politehničkog muzeja nasuprot sjedišta NKVD-a (kasnije KGB-a) na Lubjanki suglasno odluci Vlade Moskve. Mjesto za postavljanje spomenika je bilo izabrano upravo zato što su na Lubjanki potpisivali dokumente za masovna uhićenja ljudi koje su optuživali za izdaju domovine i za antikomunizam.

### Hotelski kompleks "Nikoljskaja Kempinski Moskva"
2010. – 2012. u potpunosti je bio rekonstruiran kompleks povijesnih zdanja koja se nalaze na križanju Nikoljske ulice, Lubjanskog trga, Male Čerkasske i Velike Čerkasske ulice. Na njihovom je mjestu, očuvavši samo fasade zgrada, bio izgrađen hotelski kompleks promjenjivog broja katova (5-6 i gornji tehnički) s podzemnom garažom pod Lubjanskim trgom s 400 parkirališnih mjesta. Hotel je predviđen za 135 soba, a glavni ulaz nalazi se na Maloj Čerkasskoj ulici.
Prije se tu nalazila poslovno-stambena zgrada Orlova-Davydova s prodavaonicama i zgrada Kaljazinskog manastira - "Kaljazinsko svratište" (Velika Čerkasska ulica br. 3, 1905., arhitekt Georgij Makajev).

### Bivši dom Moskovskog trgovačkog udruženja
Izgrađen 1909. – 1911., arhitekt Fjodor Šehtelj.

## Prijevoz
Postaja metroa Lubjanka (do 1990. Dzeržinskaja) koja se nalazi pod Lubjanskim trgom, postaja metroa Kuznjecki most na udaljenosti četvrti od trga.
Trgom prolaze trolejbusi br. 9, 2, 12, 33, 25, 45, 63.